# Canton de Villaines-la-Juhel
Le canton de Villaines-la-Juhel est une circonscription électorale française située dans le département de la Mayenne et la région des Pays de la Loire.

## Géographie
Ce canton est organisé autour de Villaines-la-Juhel dans l'arrondissement de Mayenne. Son altitude varie de 106 m (Saint-Pierre-des-Nids) à 416 m (Pré-en-Pail-Saint-Samson).

## Histoire
Par décret du 21 février 2014, le nombre de cantons du département est divisé par deux, avec mise en application aux élections départementales de mars 2015. Le canton de Villaines-la-Juhel est conservé et s'agrandit. Il passe de 10 à 27 communes.

## Représentation

### Conseillers généraux de 1833 à 2015
| Période      | Période      | Identité                              | Étiquette    | Qualité                                                                                                 |
| ------------ | ------------ | ------------------------------------- | ------------ | --- |
| 1833         | 1839         | Charles-Thomas Morice-Larue           |              | Ancien secrétaire général de la préfecture de la Mayenne, maire de Parné                                |
| 1839         | 1848         | Pierre-Théophile Laigneau du Ronceray |              | Ancien procureur du Roi, président du tribunal civil de Mayenne                                         |
| 1848         | 1852         | Jacques Gaignard                      |              | Briquetier à Courcité                                                                                   |
| 1852         | 1871         | Alphonse-Jean Jardin                  |              | Juge de paix, maire de Villaines-la-Juhel                                                               |
| 1871         | 1892         | Vital Bruneau                         | Républicain  | Médecin, maire de Villaines-la-Juhel, député (1876-1885)                                                |
| 1892         | 1892 (décès) | Vital Bruneau (fils du précédent)     | Républicain  | Docteur en médecine à Villaines-la-Juhel                                                                |
| 1893         | 1910         | Charles-Marie Bodereau                | Républicain  | Propriétaire, maire de Courcité                                                                         |
| 1910         | 1921 (décès) | Jules Doitteau                        | Républicain  | Propriétaire, maire de Villaines-la-Juhel                                                               |
| 1921         | 1932 (décès) | Lucien Néré                           |              | Agriculteur, maire de Courcité, conseiller d'arrondissement                                             |
| 1932         | 1938 (décès) | Charles Antoine                       | RG           | Médecin, maire de Villaines-la-Juhel                                                                    |
| 1938         | 1940         | Louis Barazer                         | Rad.         | Médecin à Villaines-la-Juhel (1930-1938), nommé conseiller départemental en 1943                        |
|              |              |                                       |              | |
| 1945         | 1948 (décès) | François Pinçon                       | MRP          | Maire de Villepail, député (1946-1948)                                                                  |
| 27 juin 1948 | 1951         | Abel Sevin                            | Ind.-MRP     | Agriculteur, maire de Courcité                                                                          |
| 1951         | 1970         | Robert Buron                          | MRP puis DVG | Expert international, maire de Villaines-la-Juhel (1953-1970), ministre (1949-1962), député (1945-1959) |
| 1970         | 1974 (décès) | Jean du Chalard                       | DVD          | Médecin à Villaines-la-Juhel                                                                            |
| 1974         | 1983 (décès) | Henri Schmitt                         | DVD          | Vétérinaire, maire de Villaines-la-Juhel (1977-1983)                                                    |
| 1983         | 2001         | Pierre Gourdin                        | UDF-CDS      | Pharmacien à Villaines-la-Juhel                                                                         |
| 2001         | 2015         | Daniel Lenoir                         | DVD          | Agriculteur, maire de Villaines-la-Juhel, vice-président du conseil général                             |

### Conseillers d'arrondissement (de 1833 à 1940)
| Période                                  | Période      | Identité                                 | Étiquette                | Qualité |
| ---------------------------------------- | ------------ | ---------------------------------------- | ------------------------ | --- |
| 1833                                     | 1848         | Jean Philippe Belin des Parquets         |                          | Maire de Villaines                                                                                          |
| 1848                                     | 1871         | François Hardy                           |                          | Propriétaire à Courcité                                                                                     |
| 1871                                     | 1880         | Alphonse Doitteau                        | Républicain              | Notaire à Courcité                                                                                          |
| 1880                                     | 1892         | Victor Lemaitre                          |                          | Propriétaire, adjoint au maire de Villaines, président du comice agricole                                   |
| 1892                                     | 1895         | Jules Gigan (1850-1912)                  | Libéral                  | Négociant en vins, maire de Villaines (de 1900 à 1908)                                                      |
| 1895                                     | 1903 (décès) | Jules Charpentier                        | Républicain              | Propriétaire-agriculteur, maire d'Averton                                                                   |
| 1903                                     | 1919 (décès) | René Louis Marie Pascal Pattier (?-1919) | Républicain puis Radical | Maire de Gesvres                                                                                            |
| 1919                                     | 1921         | Lucien Néré                              |                          | Agriculteur, maire de Courcité                                                                              |
| 1921                                     | 1931         | Marcel-Victor Lavollé                    | Radical                  | Agriculteur à Averton                                                                                       |
| 1931                                     | 1940         | François-Alexandre Métairie              | URD                      | Propriétaire cultivateur à Villaines-la-Juhel                                                               |
| 1940                                     |              |                                          |                          | Les conseils d'arrondissement ont été suspendus par la loi du 12 octobre 1940 et n'ont jamais été réactivés |
| Les données manquantes sont à compléter. |              |                                          |                          | |

Source : Répertoire numérique des annuaires administratifs de la Mayenne. https://archives.lamayenne.fr/archives-en-ligne/ead.html?id=FRAD053_2NUM242&c=FRAD053_2NUM242_e0000017&qid=

### Conseillers départementaux à partir de 2015
| Période élective | Période élective | Mandat | Mandat   | Identité                   | Nuance | Nuance | Qualité |
| ---------------- | ---------------- | ------ | -------- | -------------------------- | ------ | ------ | --- |
| 2015             | 2021             | 2015   | 2021     | Christelle Auregan         |        | LR     | Conseillère spécialisée à la chambre d'agriculture de l'Orne, conseillère municipale de Saint-Pierre-des-Nids |
| 2015             | 2021             | 2015   | 2021     | Daniel Lenoir              |        | LREM   | Maire de Villaines-la-Juhel, président de la communauté de communes du Mont des Avaloirs, 4e vice-président   |
| 2021             | 2028             | 2021   | en cours | Christelle Auregan-Moussay |        | LR     | Conseillère sortante, conseillère municipale de Villepail                                                     |
| 2021             | 2028             | 2021   | en cours | Jean-François Sallard      |        | DVD    | Médecin généraliste retraité, Javron-les-Chapelles                                                            |

### Résultats détaillés

#### Élections de mars 2015
À l'issue du 1er tour des élections départementales de 2015, deux binômes sont en ballottage : Christelle Auregan et Daniel Lenoir (Union de la Droite, 52,38 %) et Cécile Royal et Pierre-Antoine Simon (FN, 25,75 %). Le taux de participation est de 50,88 % (6 401 votants sur 12 581 inscrits) contre 50,77 % au niveau départemental et 50,17 % au niveau national.
Au second tour, Christelle Auregan et Daniel Lenoir (Union de la Droite) sont élus avec 69,31 % des suffrages exprimés et un taux de participation de 51,76 % (4 025 voix pour 6 514 votants et 12 585 inscrits).
Daniel Lenoir fait partie du groupe LREM au conseil départemental de la Mayenne.

#### Élections de juin 2021
Le premier tour des élections départementales de 2021 est marqué par un très faible taux de participation (33,26 % au niveau national). Dans le canton de Villaines-la-Juhel, ce taux de participation est de 36,39 % (4 435 votants sur 12 187 inscrits) contre 32,1 % au niveau départemental. À l'issue de ce premier tour, deux binômes sont en ballottage : Christelle Auregan et Jean-François Sallard (DVD, 45,15 %) et Fanny Beutier et Denis Geslain (DVC, 30,99 %).
Le second tour des élections est marqué une nouvelle fois par une abstention massive équivalente au premier tour. Les taux de participation sont de 34,36 % au niveau national, 32,97 % dans le département et 37,28 % dans le canton de Villaines-la-Juhel. Christelle Auregan et Jean-François Sallard (DVD) sont élus avec 60,84 % des suffrages exprimés (2 559 voix pour 4 542 votants et 12 185 inscrits),,. 

## Composition

### Composition avant 2015

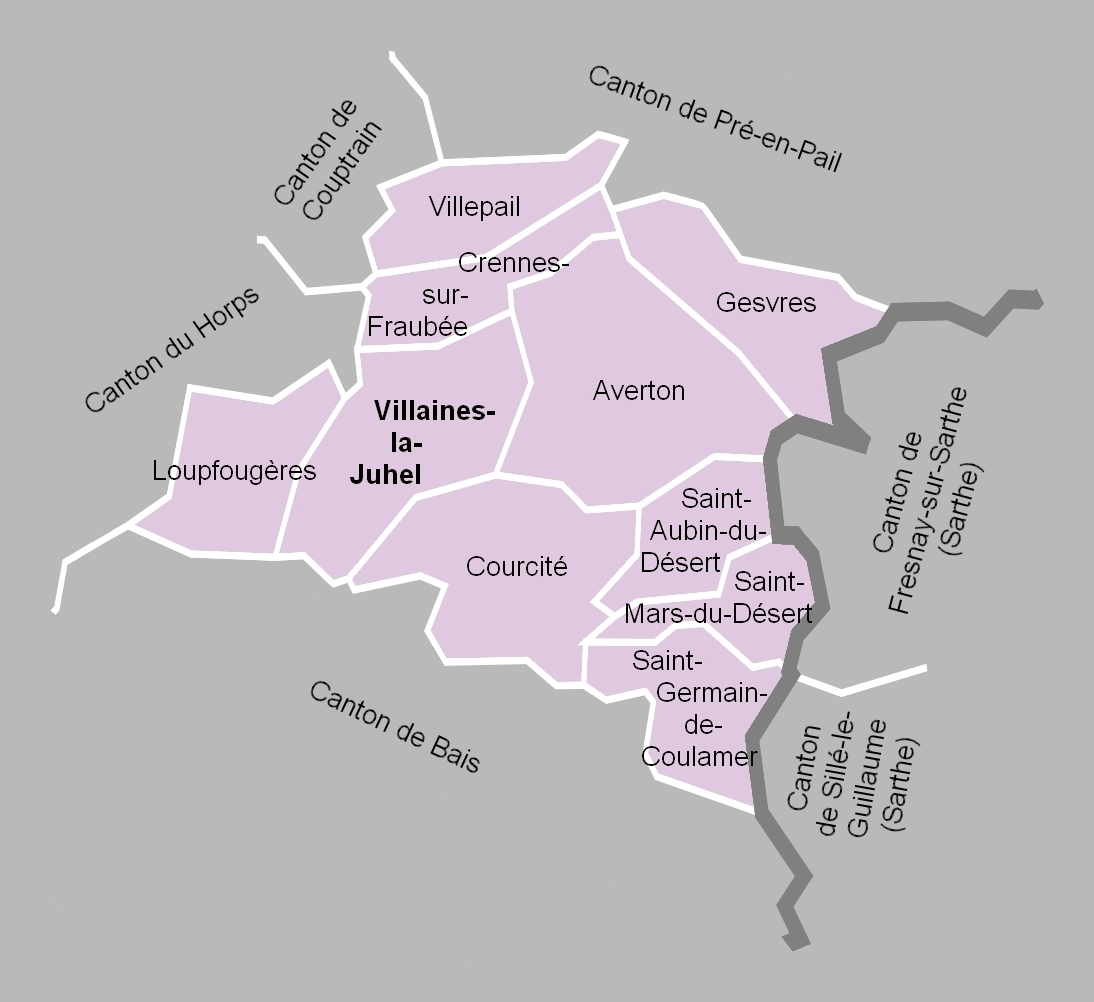
La carte des communes de l'ancien canton. Les cantons limitrophes étaient ceux de Couptrain, de Pré-en-Pail, de Fresnay-sur-Sarthe, de Sillé-le-Guillaume, de Bais et du Horps.

Situation de l'ancien canton dans l'arrondissement de Mayenne.

Le canton de Villaines-la-Juhel regroupait dix communes.
| Nom                            | Code Insee | Codepostal | Superficie (km2) | Population (dernière pop. légale) | Densité (hab./km2) |
| ------------------------------ | ---------- | ---------- | ---------------- | --------------------------------- | ------------------ |
| Villaines-la-Juhel (chef-lieu) | 53271      | 53700      | 28,90            | 2 978 (2012)                      | 103                |
| Averton                        | 53013      | 53700      | 40,62            | 611 (2012)                        | 15                 |
| Courcité                       | 53083      | 53700      | 30,69            | 901 (2012)                        | 29                 |
| Crennes-sur-Fraubée            | 53085      | 53700      | 12,77            | 207 (2012)                        | 16                 |
| Gesvres                        | 53106      | 53370      | 21,78            | 542 (2012)                        | 25                 |
| Loupfougères                   | 53139      | 53700      | 18,76            | 394 (2012)                        | 21                 |
| Saint-Aubin-du-Désert          | 53198      | 53700      | 12,83            | 280 (2012)                        | 22                 |
| Saint-Germain-de-Coulamer      | 53223      | 53700      | 17,72            | 397 (2012)                        | 22                 |
| Saint-Mars-du-Désert           | 53236      | 53700      | 11,87            | 176 (2012)                        | 15                 |
| Villepail                      | 53272      | 53250      | 15,70            | 191 (2012)                        | 12                 |

À la suite du redécoupage des cantons pour 2015, toutes les communes sont à nouveau rattachées au canton de Villaines-la-Juhel auquel s'ajoutent les neuf communes du canton de Couptrain, les sept du canton de Pré-en-Pail et une du canton du Horps.
Contrairement à beaucoup d'autres cantons, le canton de Villaines-la-Juhel n'incluait aucune commune supprimée depuis la création des communes sous la Révolution.

### Composition après 2015
Lors du redécoupage de 2014, le canton de Villaines-la-Juhel comprenait vingt-sept communes entières.
À la suite du regroupement, au 1er janvier 2016, entre Pré-en-Pail et Saint-Samson pour former la commune nouvelle de Pré-en-Pail-Saint-Samson, le canton compte désormais vingt-six communes.
| Nom                                        | Code Insee | Intercommunalité        | Superficie (km2) | Population (dernière pop. légale) | Densité (hab./km2) | Modifier                                    |
| ------------------------------------------ | ---------- | ----------------------- | ---------------- | --------------------------------- | ------------------ | ------------------------------------------- |
| Villaines-la-Juhel (bureau centralisateur) | 53271      | CC du Mont des Avaloirs | 28,90            | 2 682 (2022)                      | 93                 | modifier les données · modifier les données |
| Averton                                    | 53013      | CC du Mont des Avaloirs | 40,62            | 555 (2022)                        | 14                 | modifier les données · modifier les données |
| Boulay-les-Ifs                             | 53038      | CC du Mont des Avaloirs | 9,05             | 136 (2022)                        | 15                 | modifier les données · modifier les données |
| Champfrémont                               | 53052      | CC du Mont des Avaloirs | 13,13            | 282 (2022)                        | 21                 | modifier les données · modifier les données |
| Chevaigné-du-Maine                         | 53069      | CC du Mont des Avaloirs | 13,05            | 152 (2022)                        | 12                 | modifier les données · modifier les données |
| Couptrain                                  | 53080      | CC du Mont des Avaloirs | 0,71             | 114 (2022)                        | 161                | modifier les données · modifier les données |
| Courcité                                   | 53083      | CC du Mont des Avaloirs | 30,69            | 808 (2022)                        | 26                 | modifier les données · modifier les données |
| Crennes-sur-Fraubée                        | 53085      | CC du Mont des Avaloirs | 12,77            | 197 (2022)                        | 15                 | modifier les données · modifier les données |
| Gesvres                                    | 53106      | CC du Mont des Avaloirs | 21,78            | 541 (2022)                        | 25                 | modifier les données · modifier les données |
| Le Ham                                     | 53112      | CC du Mont des Avaloirs | 25,28            | 343 (2022)                        | 14                 | modifier les données · modifier les données |
| Javron-les-Chapelles                       | 53121      | CC du Mont des Avaloirs | 38,13            | 1 343 (2022)                      | 35                 | modifier les données · modifier les données |
| Lignières-Orgères                          | 53133      | CC du Mont des Avaloirs | 40,89            | 710 (2022)                        | 17                 | modifier les données · modifier les données |
| Loupfougères                               | 53139      | CC du Mont des Avaloirs | 18,76            | 410 (2022)                        | 22                 | modifier les données · modifier les données |
| Madré                                      | 53142      | CC du Mont des Avaloirs | 17,55            | 284 (2022)                        | 16                 | modifier les données · modifier les données |
| Neuilly-le-Vendin                          | 53164      | CC du Mont des Avaloirs | 14,60            | 345 (2022)                        | 24                 | modifier les données · modifier les données |
| La Pallu                                   | 53173      | CC du Mont des Avaloirs | 6,65             | 177 (2022)                        | 27                 | modifier les données · modifier les données |
| Pré-en-Pail-Saint-Samson                   | 53185      | CC du Mont des Avaloirs | 58,22            | 2 300 (2022)                      | 40                 | modifier les données · modifier les données |
| Ravigny                                    | 53187      | CC du Mont des Avaloirs | 6,54             | 230 (2022)                        | 35                 | modifier les données · modifier les données |
| Saint-Aignan-de-Couptrain                  | 53196      | CC du Mont des Avaloirs | 17,42            | 350 (2022)                        | 20                 | modifier les données · modifier les données |
| Saint-Aubin-du-Désert                      | 53198      | CC du Mont des Avaloirs | 12,83            | 223 (2022)                        | 17                 | modifier les données · modifier les données |
| Saint-Calais-du-Désert                     | 53204      | CC du Mont des Avaloirs | 17,20            | 399 (2022)                        | 23                 | modifier les données · modifier les données |
| Saint-Cyr-en-Pail                          | 53208      | CC du Mont des Avaloirs | 20,65            | 502 (2022)                        | 24                 | modifier les données · modifier les données |
| Saint-Germain-de-Coulamer                  | 53223      | CC du Mont des Avaloirs | 17,72            | 329 (2022)                        | 19                 | modifier les données · modifier les données |
| Saint-Mars-du-Désert                       | 53236      | CC du Mont des Avaloirs | 11,87            | 166 (2022)                        | 14                 | modifier les données · modifier les données |
| Saint-Pierre-des-Nids                      | 53246      | CC du Mont des Avaloirs | 37,34            | 1 761 (2022)                      | 47                 | modifier les données · modifier les données |
| Villepail                                  | 53272      | CC du Mont des Avaloirs | 15,70            | 192 (2022)                        | 12                 | modifier les données · modifier les données |
| Canton de Villaines-la-Juhel               | 5317       |                         | 548,05           | 15 531 (2022)                     | 28                 | modifier les données                        |

## Démographie

### Démographie avant 2015
| 1962  | 1968  | 1975  | 1982  | 1990  | 1999  | 2006  | 2011  | 2012  |
| ----- | ----- | ----- | ----- | ----- | ----- | ----- | ----- | ----- |
| 6 850 | 6 766 | 6 775 | 6 934 | 6 835 | 6 864 | 6 924 | 6 770 | 6 677 |

### Démographie depuis 2015
En 2022, le canton comptait 15 531 habitants, en évolution de −5,36 % par rapport à 2016 (Mayenne : −0,73 %, France hors Mayotte : +2,11 %).
| 2013   | 2018   | 2022   |
| ------ | ------ | ------ |
| 16 666 | 16 022 | 15 531 |